# Film o sobie (singel)
Film o sobie – drugi singel zespołu PIN z trzeciego w ich karierze albumu Film o sobie, wydany 14 lutego 2011 roku.
Przebój był promowany w wybranych rozgłośniach radiowych i telewizyjnych, zajął m.in. 2. miejsce na POPLiście radia RMF FM w notowaniu 2328, 2. pozycję na liście przebojów Najlepsza 10-tka Katolickiego Radia Podlasie czy też 9. miejsce na Boom Boom liście Radia Bartoszyce. Do utworu nakręcono teledysk. Piosenka znalazła się również w serialu telewizyjnym Barwy szczęścia. Jest drugą w tym serialu po singlu Niekochanie.  
Autorem tekstu jest Aleksander Woźniak, kompozytorem jest Sebastian Kowol.